# Тагиев, Ашраф-бек Гасан оглы
Ашраф-бек Гасан-бек оглы Тагиев (азерб. Əşrəf bəy Həsən bəy oğlu Tağıyev, 1867, Кархун — 3 марта 1930, Баку) — азербайджанский общественный и государственный деятель, член парламента Азербайджанской демократической республики (1918—1920), входил во фракцию «Мусават».

## Биография
Ашраф-бек Гасан-бек оглы Тагиев, известный в Азербайджане как Гархунлу Ашраф бей, родился в 1867 году в деревне Кархун. Учился в Тифлисской гимназии. В 1908 году построил в Евлахе завод, в 1910 году за свой счет открыл в селении Верхний Кархун четырёхклассную, а в 1919 году — семиклассную русско-татарскую школу.
После мартовской резни 1918 года по предложению Ашраф-бека были созданы отряды самообороны. Участвовал во встрече Кавказской исламской армии (генерал-лейтенант Нури). В марте 1919 года Ашраф-бек был переизбран членом Парламента от Арешского уезда. В 1919 году являлся начальником округа.
Решением Закавказского ОГПУ и НКВД Азербайджанской ССР 3 марта 1930 года Ашраф-бек Гасан-бек оглы Тагиев был расстрелян за причастность к партии «Ахрар» и антиреволюционную пропаганду. Решением судебной коллегии Верховного Суда по особо тяжким преступлениям Азербайджанской ССР 29 августа 1989 года Ашраф-бек Тагиев был реабилитирован (посмертно).

## Семья
Ашраф-бек был женат на Хошгадэм-ханум, затем на Марал-ханум. Имел сыновей Князь-бека и Мамедали-бека, дочь Джейхун-ханум.

## Комментарии
1. ↑  Ныне — в Евлахском районе Азербайджана.